# John Nessel
Pour les articles homonymes, voir Nessel.
John Steve Nessel (né le 31 décembre 1952 à Norwalk) est un joueur américain de football américain universitaire.

## Carrière

### Université
Nessel entre à l'université d'État de Pennsylvanie, jouant avec l'équipe de football américain des Nittany Lions. En 1975, il sort bachelier en science.

### Draft 1975
John Nessel est sélectionné au quatrième tour du draft de la NFL de 1975 par les Falcons d'Atlanta au quatre-vingt-unième choix. Bien qu'il soit choisi, il ne figure pas dans l'effectif de la saison 1975 des Falcons au début de la saison.
Il est aujourd'hui professeur en technologie à la Ridgefield High School de Ridgefield.